# 三十字架

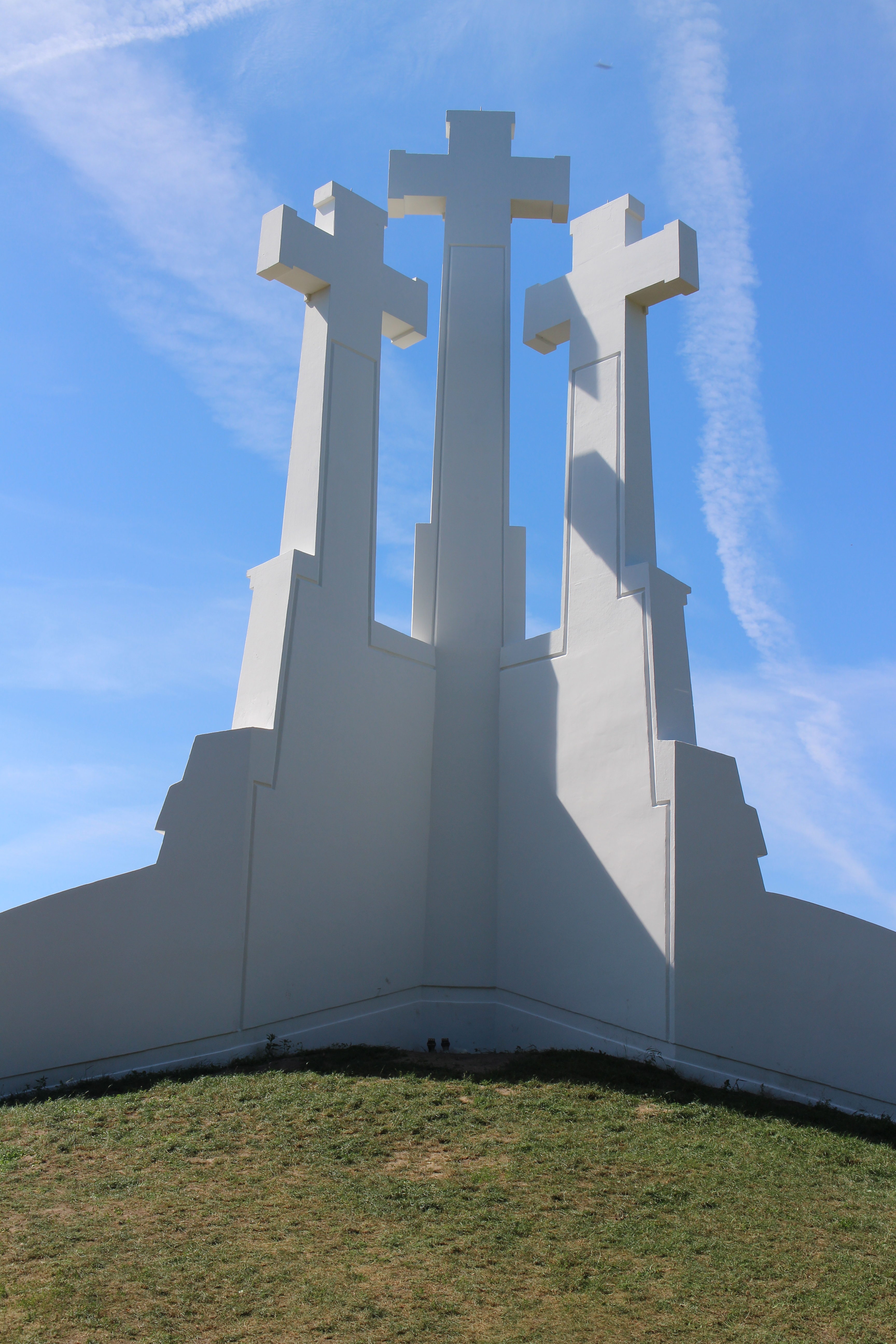
三十字架

三十字架是位于立陶宛首都维尔纽斯三十字丘（又名Bleak Hill 立陶宛語：）上的一座纪念性建筑。 

## 历史
在维尔纽斯的三十字丘，至迟在1636年就已经有3座木制的十字架竖立在那里。木制的十字架在1869年倒塌，但是当时征服了立陶宛的沙皇俄国政府不允许进行重建。在第一次世界大战期间的1916年，维尔纽斯被德国占领期间，安东尼·韦乌尔斯基秘密地在山上竖立了新的三十字架。1944年，维尔纽斯被苏联军队占领。1950年5月30日，根据苏联政府的命令，1916年建造的三十字架被炸毁。但是在立陶宛独立前夕的1989年6月14日，三十字架又重建起来。
三十字架是用混凝土建造，外面涂成白色。三十字架现在已经比1916年时高出1.8米。从山顶可以俯瞰维尔纽斯老城的壮丽的全景。

## 传说
关于这座纪念性建筑的起源，有一个假想的传说，记载在Bychowiec编年史中，提及有7名方济各会修道士，被Goštautas邀请从波多利亚来到维尔纽斯，在1333年3月4日被信仰异教的当地居民拷打致死（另一些资料认为是在拷打之后扔进了维尔尼亚河）。 小教堂就建在修道士死难的地点，后来又建起了十字架。 
这个传说有其事实背景，是2名方济各会修道士来到维尔纽斯传播天主教被杀的事迹，最初记载在Chronica XXIV Generalium中（写于1369年以前）。这一事件可能发生在1340年前后，因此一些目击证人可能当时还活着。根据这个传说，方济各会修道士Ulrich的讲道激怒了市民。他和同伴马丁被抓捕，押到立陶宛大公Gediminas面前，大公下令处死修道士。Ulrich 被拷打后尸体扔进河里，马丁的尸体被Gediminas的妹妹（一名东正教修女）抢救出来，她将马丁的尸体埋葬在她所住的修道院中。
建造三十字架的真实目的仍然无法知晓。不过有一种解释认为，它们是用来庆祝该市获得马格德堡权利。